# 9007 James Bond
9007 James Bond eller 1983 TE1 är en asteroid i huvudbältet som upptäcktes den 5 oktober 1983 av den tjeckiske astronomen Antonín Mrkos vid Kleť-observatoriet i Tjeckien. Den är uppkallad efter den fiktive spionen James Bond, skapad av Ian Fleming.
Asteroiden har en diameter på ungefär 3 kilometer.